# Эллисон, Клифф
Ге́нри Кли́ффорд Э́ллисон (англ. Henry Clifford Allison), более известный как Клифф Э́ллисон (англ. Cliff Allison, 8 февраля 1932, Броу, графство Уэстморленд — 7 апреля 2005, Броу, графство Камбрия) — британский автогонщик, пилот Формулы-1.

## Биография

### Ранние годы (1932—1955)
Клифф Эллисон родился 8 февраля 1932 в Броу, графство Уэстморленд. Он был сыном владельца гаража. Эллисон стал выступать в автоспорте в 1952 в Формуле-3 за рулём Cooper. В 1955 он занял 4 место по итогам сезона Формулы-3.

### Team Lotus (1955—1958)
В том же году, 1955, Эллисон присоединился к автогоночной команде Team Lotus. Он выступал в гонках спортивных автомобилей. В 1956 Эллисон дебютировал в Ле-Мане, а в 1957 выиграл в этом 24-часовом марафоне Index of Performance за рулём Lotus Eleven. 

Дебют Эллисона в Формуле-1 состоялся в 1958. Это был первый сезон Team Lotus в «королевских гонках». Вместе с Эллисоном дебютировал Грэм Хилл. В Гран-при Бельгии Эллисон финишировал четвёртым, набрав единственные очки команды в сезоне. В Гран-при Великобритании он стартовал с 5-го места, добившись лучшей стартовой позиции для Lotus в 1958, но сошёл с дистанции из-за проблем с двигателем. Эллисон мог претендовать на победу в Германии, но из-за проблем с радиатором занял лишь 10-е место. В Португалии Эллисон одолжил Maserati 250F у команды Scuderia Centro Sud. По результатам сезона он занял 18-е место, набрав 3 очка.

### Scuderia Ferrari (1959—1960)
По совету чемпиона Формулы-1 1958 года Майка Хоторна в 1959 Эллисона взяли в Scuderia Ferrari. В Формуле-1 большого успеха он не добился, набрав очки только один раз — в Гран-при Италии (5 место). По итогам сезона 1959 Формулы-1 Эллисон занял лишь семнадцатое место. Однако он хорошо выступал за Ferrari в гонках спорткаров. В марте 1959 года Эллисон финишировал вторым в гонке 12 часов Себринга вместе с Жаном Бера, а месяц спустя показал лучшее время на тестах в Ле-Мане. В дальнейшем Эллисон стал пятым в гонке 1000 километров Нюрбургринга (с Дэном Гёрни), третьим в Tourist Trophy (напарники — Фил Хилл, Брукс, Жандебьен).
В начале следующего, 1960 года Эллисон выиграл 1000 километров Буэнос-Айреса вместе с Филом Хиллом. На Гран-при Аргентины он занял второе место, взяв свой первый подиум в Формуле-1. Эллисон также стал третьим в гонке 1000 километров Нюрбургринга вместе с Филом Хиллом и Вилли Мэрессом. Но на тренировке Гран-при Монако Эллисон попал в аварию и был выброшен из автомобиля. Он сломал руку и выбыл из соревнований до конца года. В сезоне 1960 Формулы-1 Эллисон занял 12-е место в общем зачёте, набрав 6 очков.

### UDT Laystall Racing Team (1961)
Восстановившись после травмы, Эллисон подписал в 1961 году контракт с частной командой UDT Laystall Racing Team. Он участвовал в Гран-при Монако 1961 года, заняв 8-е место. Эллисон пришёл третьим во внезачётной гонке Формулы-1 в Сильверстоуне. Однако в Гран-при Бельгии он попал в аварию и получил серьёзные травмы ног. Из-за этого Эллисон был вынужден завершить карьеру в автоспорте.

### После завершения карьеры
После ухода из гонок Эллисон продолжал бизнес своего отца. Эллисон умер 7 апреля 2005 в своей родной деревне Броу.

## Полная таблица результатов

### Формула-1
| Легенда к таблице |                                                                    |
| --- | ------------------------------------------------------------------ |
| В таблице перечислены результаты всех Гран-при Формулы-1, в которых принимал участие гонщик. Строками таблицы являются сезоны, столбцами — этапы чемпионата мира. В каждой клетке указаны сокращённое название этапа и результат, дополнительно обозначенный цветом. Расшифровка обозначений и цветов представлена в нижеследующей таблице. |                                                                    |
| \| Пример \| Описание \| \| ------------ \| ------------------------------------------------------------------ \| \| 1 \| Победитель \| \| 2 \| Второе место \| \| 3 \| Третье место \| \| 5 \| Финишировал, заработав очки \| \| Сход \| Не финишировал, но при этом заработал очки \| \| 12 \| Финишировал, не получив очков \| \| НКЛ \| Финишировал, но не попал в финальную классификацию \| \| 15 \| Участвовал вне зачёта, либо по отдельной классификации \| \| 18 \| Не финишировал, но попал в финальную классификацию \| \| Сход \| Не финишировал \| \| НКВ \| Не прошёл квалификацию \| \| НПКВ \| Не прошёл предквалификацию \| \| ДСК \| Дисквалифицирован \| \| ИСК \| Исключён из протокола соревнований \| \| ТТ \| Заявлен для участия только в тренировках \| \| НС \| Участвовал в квалификации, но не стартовал в гонке \| \| Т \| Травмирован или болен \| \| ОТК \| Отказ от участия \| \| НТР \| Прибыл на соревнования, но на трассу не выезжал \| \| НПР \| Был заявлен в числе участников, но не прибыл к началу соревнований \| \| О \| Соревнования отменены \| \| \| Не участвовал \| \| Поул-позиция \| \| \| Быстрый круг \| \| |                                                                    |
| Пример | Описание                                                           |
| 1 | Победитель                                                         |
| 2 | Второе место                                                       |
| 3 | Третье место                                                       |
| 5 | Финишировал, заработав очки                                        |
| Сход | Не финишировал, но при этом заработал очки                         |
| 12 | Финишировал, не получив очков                                      |
| НКЛ | Финишировал, но не попал в финальную классификацию                 |
| 15 | Участвовал вне зачёта, либо по отдельной классификации             |
| 18 | Не финишировал, но попал в финальную классификацию                 |
| Сход | Не финишировал                                                     |
| НКВ | Не прошёл квалификацию                                             |
| НПКВ | Не прошёл предквалификацию                                         |
| ДСК | Дисквалифицирован                                                  |
| ИСК | Исключён из протокола соревнований                                 |
| ТТ | Заявлен для участия только в тренировках                           |
| НС | Участвовал в квалификации, но не стартовал в гонке                 |
| Т | Травмирован или болен                                              |
| ОТК | Отказ от участия                                                   |
| НТР | Прибыл на соревнования, но на трассу не выезжал                    |
| НПР | Был заявлен в числе участников, но не прибыл к началу соревнований |
| О | Соревнования отменены                                              |
| | Не участвовал                                                      |
| Поул-позиция |                                                                    |
| Быстрый круг |                                                                    |

| Год  | Команда                  | Шасси            | Двигатель   | 1        | 2       | 3      | 4   | 5     | 6        | 7        | 8      | 9        | 10    | 11     | Место | Очки |
| ---- | ------------------------ | ---------------- | ----------- | -------- | ------- | ------ | --- | ----- | -------- | -------- | ------ | -------- | ----- | ------ | ----- | ---- |
| 1958 | Team Lotus               | Lotus 12         | Climax L4   | АРГ      | МОН 6   | НИД 6  | 500 | БЕЛ 4 | ФРА Сход | ВЕЛ Сход |        |          | ИТА 7 | МАР 10 | 18    | 3    |
| 1958 | Team Lotus               | Lotus 16         | Climax L4   |          |         |        |     |       |          |          | ГЕР 10 |          |       |        | 18    | 3    |
| 1958 | Scuderia Centro Sud      | Maserati 250F    | Maserati L6 |          |         |        |     |       |          |          |        | ПОР Сход |       |        | 18    | 3    |
| 1959 | Scuderia Ferrari         | Ferrari Dino 156 | Ferrari V6  | МОН Сход |         |        |     |       |          |          |        |          |       |        | 17    | 2    |
| 1959 | Scuderia Ferrari         | Ferrari Dino 246 | Ferrari V6  |          | 500     | НИД 9  | ФРА | ВЕЛ   | ГЕР Сход | ПОР      | ИТА 5  | США Сход |       |        | 17    | 2    |
| 1960 | Scuderia Ferrari         | Ferrari Dino 246 | Ferrari V6  | АРГ 2    | МОН НКВ | 500    | НИД | БЕЛ   | ФРА      | ВЕЛ      | ПОР    | ИТА      | США   |        | 12    | 6    |
| 1961 | UDT-Laystall Racing Team | Lotus 18         | Climax L4   | МОН 8    | НИД     | БЕЛ НС | ФРА | ВЕЛ   | ГЕР      | ИТА      | США    |          |       |        | -     | 0    |

1. ↑  Одолжил автомобиль Maserati 250F у команды Scuderia Centro Sud.